# Solana del Pino (ort)
Solana del Pino är en ort i Spanien.   Den ligger i provinsen Provincia de Ciudad Real och regionen Kastilien-La Mancha, i den centrala delen av landet, 220 km söder om huvudstaden Madrid. Solana del Pino ligger 746 meter över havet och antalet invånare är 417.
Terrängen runt Solana del Pino är huvudsakligen kuperad, men åt nordost är den platt. Runt Solana del Pino är det mycket glesbefolkat, med 2 invånare per kvadratkilometer. Närmaste större samhälle är Mestanza, 12,1 km norr om Solana del Pino. 